# أرمينيا وايت
أرمينيا إس وايت (1 نوفمبر 1817 - 7 مايو 1916) ناشطة أمريكية في حق تصويت المرأة ومحسنة ومصلحة اجتماعية. كانت أول رئيسة لجمعية حق تصويت المرأة في نيو هامبشاير، وعُرفت وزوجها ناثانيال وايت من كونكورد في نيو هامبشاير، لسنواتهما العديدة من الأعمال الخيرية والإصلاحية.

## المسيرة المهنية
تزوجت في 1 نوفمبر 1836- في عيد ميلادها التاسع عشر- من ناثانيال وايت، الذي كان سائق عربة شاب يكبرها بست سنوات، وكان مواطنًا من لانكستر في نيو هامبشاير. تنقل الزوجان في كونكورد في نيو هامبشاير لمدة أربع سنوات بعد الزواج، إذ أن طبيعة عمله لم تسمح بإدارة الممتلكات، وبقيا في منزل في شارع وارن لمدة ثماني سنوات بعد ذلك.
انتقلا في عام 1848 إلى منزل في كونورد مقابل شارع المدرسة، ولكنه تغير إلى شارع الكابيتول عندما أُعيد تصميم مقر الولاية، إذ جرى توسيعه وتحسينه وغُيّر مدخله. ظلت وايت تدير شؤون الممتلكات الكبيرة التي تركت لها بعد وفاة ناثانيال في عام 1880، وواصلت اهتمامها وجهودها في مختلف القضايا والمؤسسات الخيرية والإصلاحية، والتي انخرطت فيها لسنوات عديدة.
نشأت كعضوة في الكويكرز، واعتنقت قضية العالمية، ثم جذبت انتباه الناس في المجتمع، عند اختيارها لانتمائها الديني في كونكورد، وكانت وزوجها نشطين في حركة لتنظيم جمعية والتأسيس لعبادة منتظمة تحت هذا الاسم وهذا الإيمان. آمنت تمامًا- كما آمن زوجها- بحق المرأة في المشاركة النشطة في الشؤون الدينية والمدنية، وقد أدى تأثيرها إلى قبول النساء في عضوية هذه الجمعية، والتي كانت الأولى في كونكورد لتسمح بعضوية النساء. لعبت دورًا فعالًا في تنظيم جمعية مساعدة نسائية، تُعرف باسم جمعية المساعدة الاجتماعية للسيدات، حيث عملت على تعزيز المصالح الاجتماعية والمادية لتلك الفئة، وقد اختيرت رئيسة لها، وشغلت ذلك المنصب حتى وفاتها، رغم أن الإعاقة الجسدية قد منعتها خلال السنوات الأخيرة القليلة من أداء واجباتها النشطة.
عملت جنبًا إلى جنب مع زوجها طوال حياتها، وعلى العديد من القضايا النبيلة، حتى وفاته، ونيابة عن نفسها وباسمه بعد ذلك، وبذلت وقتها ووسائلها وعملها ورعايتها وتفانيها من أجل رفاهية تلك الكنيسة، التي بُني دار عبادتها أصلًا من خلال مساهماتهما المادية، وأُعيد تصميمه وتحسينه أكثر من مرة على حسابهما، وقد سُميت بعد وفاة السيد وايت «كنيسة وايت التذكارية» تكريمًا لهما.
كانت السبّاقة من بين نساء المدينة والولاية في تبني كل قضية مهمة في مجالات الإصلاح والعمل الخيري، وقد دعمت كل حركة اهتمت بها بالوقت والمال والجهد. كانت وزوجها مخلصان بشدة لقضية مناهضة العبودية، وقد دعما حركة الاعتدال في نيو هامبشاير، وقد ساهمت وايت من خلال أسلوبها إلى حد كبير في تنظيم فرع الاتحاد النسائي المسيحي للاعتدال في نيو هامبشاير، وقد انتُخبت أول رئيسة له، وشغلت هذا المنصب لفترة طويلة بشكل نشط وبعد ذلك بصفة فخرية.
لم تكن هناك قضية عزيزة عليها أو قضية عملت من أجلها لفترة طويلة ومثابرة، مثل تلك التي كان هدفها منح حق التصويت للنساء، ورفع المرأة إلى مستوى المساواة السياسية مع الرجل، إذ كانت الناشطة الرائدة في حق تصويت المرأة في نيو هامبشاير. كانت أول موقعة على الدعوة لأول مؤتمر للاقتراع المتساوي في الولاية، والذي عقد في إيجل هول، في كونكورد، في ديسمبر 1868، بالتعاون مع سارة بايبر من كونكورد. دعت وايت إلى تنظيم الاجتماع وانتُخبت أول رئيسة لجمعية حق تصويت المرأة في نيو هامبشاير، ثم عملت على تنظيمها وشغلت هذا المنصب حتى عام 1895، عندما شعرت بأنها مضطرة إلى التقاعد، وشغلت بعد ذلك منصب الرئيسة الفخرية.
كانت مندوبة لدى جمعية حق المرأة الأمريكية في التصويت، التي نُظمت في كليفلاند في أوهايو، مباشرة بعد تشكيل جمعية نيو هامبشاير، وكانت نائبة رئيس تلك الجمعية في نيو هامبشاير لسنوات عديدة. أدت جهودها المدعومة من زوجها، إلى أن يعتبر المجلس التشريعي للولاية في عام 1871، النساء مؤهلات للعمل في اللجان المدرسية، وفي عام 1878، منحهن حق الاقتراع في المدارس، قبل أن تمنحهن أي ولاية أخرى في إقليم إنجلترا الجديدة مثل هذا الامتياز.
نشطت وايت في تنظيم اجتماعات الاقتراع وكانت مضيافة للغاية في ترفيه المتحدثات، لوسي ستون، وماري ليفرمور، وإليزابيث كادي ستانتون، وسوزان بي أنتوني، وجوليا وارد هاو، وأخريات كنّ ضيوفها من وقت لآخر. كانت مسؤولة عن طاولات نيو هامبشاير في العديد من أسواق الاقتراع التي أقيمت في بوسطن، وساهمت بطرق مختلفة في نجاحها.
كانت مساهمة دائمة وليبرالية في دار الذكرى المئوية لنيو هامبشاير للمسنين، ودار الأيتام في فرانكلين، ودار الرحمة في مانشستر. كانت بحلول عامها الثالث والتعسين ما تزال في منصب رئاسة جمعية المساعدة الاجتماعية للسيدات.